# Епархия Хайфона
Епархия Хайфона (лат. Dioecesis Haiphongensis) — епархия Римско-Католической Церкви с центром в городе Хайфон, Вьетнам. Епархия Хайфона входит в митрополию Ханоя. Кафедральным собором епархии Хайфона является церковь Пресвятой Девы Марии Царицы Розария.

## История
24 июля 1678 года Святой Престол учредил апостольский викариат Восточного Тонкина, выделив его из апостольского викариата Тонкина (сегодня — Архиепархия Ханоя).
5 сентября 1854 года, 1 июня 1883 года и 15 апреля 1901 года апостольский викариат Восточного Тонкина передал часть своей территории для возведения апостольских викариатов Восточного Тонкина (сегодня — Епархия Буйчу), Северного Тонкина (сегодня — Епархия Бакниня) и Морского Тонкина (сегодня — Епархия Фатдьема).
3 декабря 1924 года апостольский викариат Восточного Тонкина был переименован в апостольский викариат Хайфона.
24 ноября 1960 года Римский папа Иоанн XXIII издал буллу «Venerabilium Nostrorum», которой преобразовал апостольский викариат Хайфона в епархию.

## Ординарии епархии
- епископ François Deydier M.E.P.[1] (25.11.1679 — 1.07.1693);
- епископ Raimondo Lezzoli O.P. (20.10.1696 — 18.01.1706);
- епископ Juan Santa Cruz O.P. (3.04.1716 — 14.08.1721);
- епископ Tommaso Bottaro O.P. (14.08.1721 — 8.08.1737);
- епископ Hilario Costa O.A.D. (8.04.1737 — 1740);
- епископ Santiago Hernández O.P. (13.08.1757 — 6.02.1777);
- епископ Manuel Obellar O.P. (29.01.1778 — 7.09.1789);
- епископ Feliciano Alonso O.P. (1.10.1790 — 2.02.1799);
- епископ святой Ignacio Clemente Delgado Cebrián O.P. (2.02.1799 — 12.07.1838);
- епископ святой San Jerónimo Hermosilla O.P. (2.08.1839 — 1.11.1861);
- епископ Hilarión Alcáraz O.P. (1.11.1861 — 15.10.1870);
- епископ Antonio Colomer O.P. (30.01.1871 — 7.02.1883);
- епископ José Terrés O.P. (29.05.1883 — 2.04.1906);
- епископ Nicasio Arellano O.P. (11.04.1906 — 14.04.1919);
- епископ Francisco Ruiz de Azúa Ortiz de Zárate O.P. (14.04.1919 — 22.05.1929);
- епископ Alejandro García Fontcuberta O.P. (31.05.1930 — 14.02.1933);
- епископ Francisco Gomez de Santiago O.P. (18.02.1933 — 1952);
- епископ Joseph Truong-cao-Dai O.P. (8.01.1953 — 1960);
- епископ Pierre Khuât-Vañ-Tao (7.05.1955 — 19.08.1977);
- епископ Joseph Nguyên Tùng Cuong (10.01.1979 — 10.02.1999);
- епископ Joseph Vu Van Thien (26.11.2002 — 17.11.2018).

## Источник
- Annuario Pontificio, Libreria Editrice Vaticana, Città del Vaticano, 2003, стр. 958, ISBN 88-209-7422-3
- Булла Venerabilium Nostrorum (лат.) // Acta Apostolicae Sedis. — Typis Polyglottis Vaticanis, 1961. — Num. 53. — P. 346. Архивировано 12 апреля 2015 года.